# 606

Mercia en andere Angelsaksische koninkrijken

Het jaar 606 is het 6e jaar in de 7e eeuw volgens de christelijke jaartelling.

## Gebeurtenissen

### Byzantijnse Rijk
- De Slaven voeren een plunderveldtocht op de Balkan en verwoesten vele Byzantijnse steden langs de rivier de Donau. Keizer Phocas wordt gedwongen door de oorlog met de Perzen in het Oosten, het Byzantijnse leger te verplaatsen naar Constantinopel. Hij laat garnizoenen achter om de Avaren en de Slavische volkeren weerstand te bieden.

### Brittannië
- Cearl (r. 606-626) volgt zijn broer (of neef) Pybba op als koning van Mercia (Engeland).

### Azië
- Keizer (chakravartin) Harsha van Thanesar verovert de onafhankelijke koninkrijkjes in de Indus-Gangesvlakte en sticht het Indische Rijk. Tijdens zijn bewind onderwerpt hij de Bengalen en bekeert zich tot het boeddhisme.

## Religie
- 22 februari - Paus Sabinianus overlijdt in Rome na een 2-jarig pontificaat. De pauselijke zetel blijft gedurende één jaar onbezet (sedisvacatie).

## Geboren
- Fatima Zahra, dochter van Mohammed (overleden 632)
- Rothari, koning van de Longobarden (overleden 652)

## Overleden
- 22 februari - Sabinianus, paus van de Katholieke Kerk